# Camel Trophy
Il Camel Trophy è stata una competizione internazionale per fuoristrada, sponsorizzata dal marchio di sigarette Camel e svoltasi annualmente dal 1980 al 2000. Considerata una delle più dure competizioni automobilistiche al mondo, la maggior parte delle edizioni si è svolta nelle più impervie zone dell'Africa, del Sud America e del Sud-est asiatico.

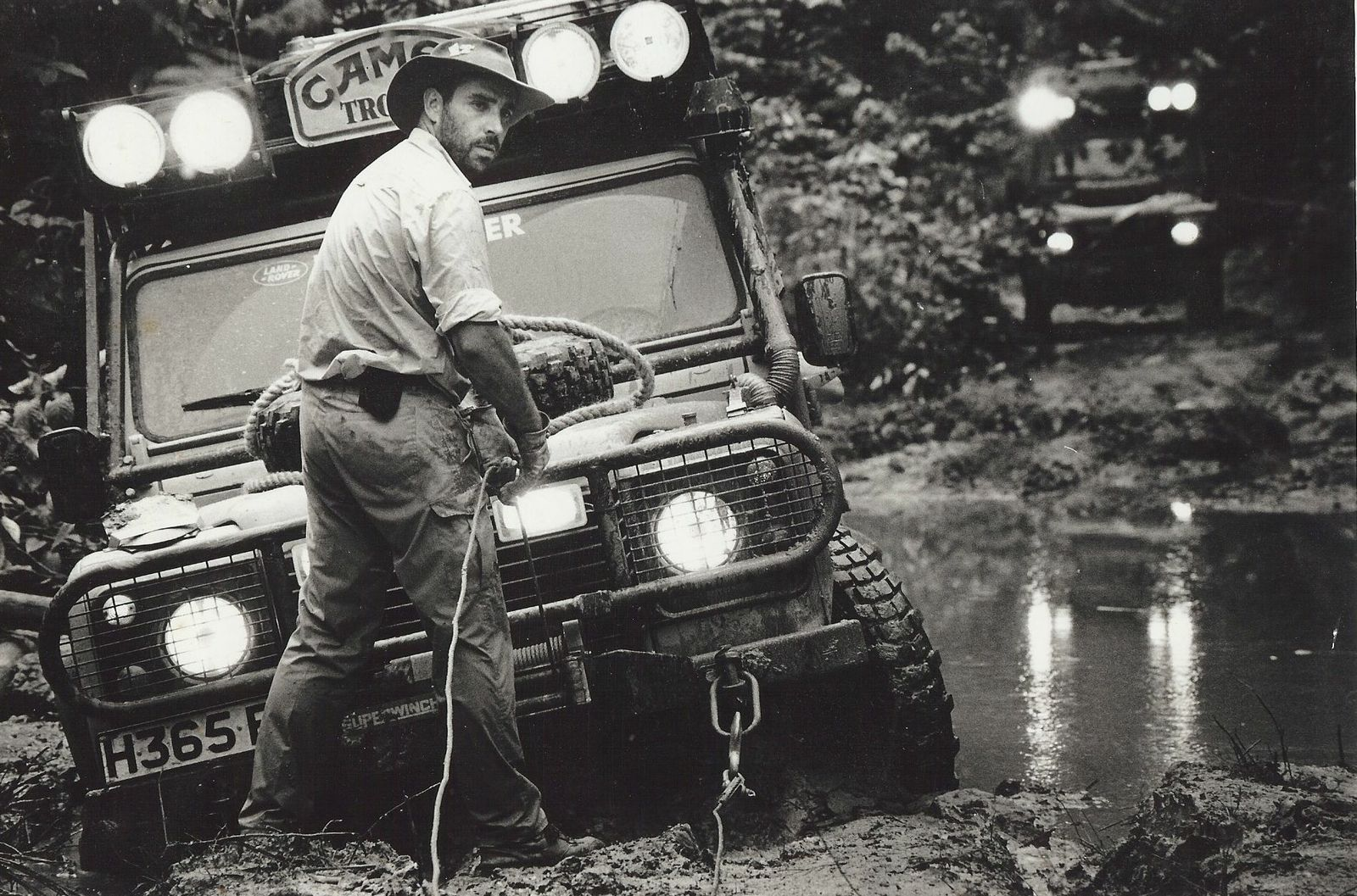
Land Rover Defender 110 durante la spedizione in Guyana nel 1991

L'elemento più caratteristico della Camel Trophy è stato l'utilizzo di veicoli Land Rover (fornitore esclusivo a partire dalla seconda edizione) pesantemente modificati e verniciati nella caratteristica livrea color sabbia, con i loghi della competizione sulle portiere anteriori.

## Storia
La prima edizione vide equipaggi tedeschi con vetture Jeep. In seguito subentrò la Land Rover, che fornì l'intera gamma delle sue vetture nelle edizioni successive: Range Rover, 88 Serie III, Defender, Discovery e Freelander. Tutti i veicoli erano verniciati nella classica livrea gialla (color sabbia) ed erano modificati dalla "Land Rover Special Vehicles" con una completa gamma di equipaggiamenti per spedizioni, sicurezza, pernottamento etc. 
Per le selezioni degli equipaggi venivano utilizzati anche altri fuoristrada, come il Mitsubishi Pajero.
Dall'edizione 1997 la formula cambia radicalmente, con l'introduzione di numerose prove speciali a carattere multidisciplinare: guida, kayak, orientamento, eliminando i percorsi particolarmente duri.
Per questo motivo nel 1999 la Land Rover abbandona il Camel Trophy, con l'edizione programmata in Perù che viene cancellata.
L'ultimo Camel Trophy è stato organizzato nel 2000 con un'ambientazione soprattutto marina.
Oltre alla classifica generale, c'erano dei premi per la classifica degli "Special Tasks", cioè delle prove speciali, e del "Team Spirit Award", un premio assegnato dagli stessi partecipanti all'equipaggio che dimostrava il maggior spirito di squadra.
Dal 2003 viene organizzata dalla Land Rover una manifestazione simile, il G4 Challenge.

## Edizioni

### 1980: Transamazzonica
Il primo Camel Trophy percorse la Transamazzonica da Belém a Santarém per 1600 km in 12 giorni. I tre equipaggi, tutti tedeschi, erano equipaggiati con Jeep CJ 6.

### 1981: Sumatra
Il Camel Trophy 1981 venne disputato a Sumatra sempre da tre equipaggi tedeschi su Range Rover. Il percorso era di oltre 1600 km da Medan a Jambi.

### 1982: Papua Nuova Guinea
Nel 1982 la manifestazione diventa internazionale. Accanto ai soliti tre equipaggi tedeschi c'erano un equipaggio dei Paesi Bassi, uno italiano e uno statunitense, tutti su Range Rover. L'edizione partiva dal Mont Hagen e finiva dopo 1600 km a Madang.
Il Camel Trophy del 1982 in Papua Nuova Guinea fu vinto dell'equipaggio italiano (pilota Cesare Giraudo - Giuliano Giongo) e vide per la prima volta gli "Special Tasks", cioè le prove speciali.

### 1983: Zaire
Nello Zaire si disputò un'edizione con sette equipaggi provenienti da sette diverse nazioni. Il percorso era di 1600 km da Kinshasa a Kisangani e venne affrontato con i Land Rover 88 III serie. La vittoria andò all'equipaggio olandese.
L'equipaggio italiano era formato dall'erpetologo naturalista Aurelio Girelli e dal pilota di mongolfiere Paolo Contegiacomo che si aggiudicarono "ufficiosamente" il Team Spirit Award (premio ufficializzato dal 1985)

### 1984: Brasile
Nel 1984 si torna in Amazzonia da Santarém a Manaus. I 12 equipaggi si affrontarono nel percorso, ormai cancellato dalle piogge, della prima edizione su Landrover 110. Vinse l'equipaggio italiano composto da Maurizio Levi ed Alfredo Redaelli.

### 1985: Borneo
L'edizione del 1985, disputata nel Borneo, partiva da Samarinda per arrivare a Balikpapan. I 16 equipaggi, provenienti da 8 nazioni, si affrontarono con i Land Rover 90 in un percorso durissimo, tanto da dover fare ricorso agli elicotteri per spostare la carovana dal punto dove si era arenata. Il Camel Trophy '85 fu vinto dall'equipaggio tedesco.
In quell'anno fu istituito il "Team Spirit Award", un premio assegnato dai partecipanti all'equipaggio che dimostrava il maggior spirito di squadra: fu vinto dal secondo equipaggio brasiliano.

### 1986: Australia
L'edizione 1986 era di oltre 3218 km percorsi in soli 13 giorni: si partiva da Cooktown fino a Darwin su Land Rover 90. Parteciparono 14 nazioni e vinse la Francia, con gli italiani al secondo posto. Piloti, Daniele Terzi e Giorgio Albiero.
Il "Team Spirit Award" fu vinto dall'equipaggio australiano.

### 1987: Madagascar
L'edizione del 1987 vide 14 Team attraverso un percorso di 2252 km da Diego Suarez a Fort Dauphin. Gli equipaggi avevano a disposizione le nuove Range Rover 2.4 TD e gli italiani vinsero per la terza volta. Piloti Vincenzo Tota e Mauro Miele. 
Il "Team Spirit Award" fu vinto dall'equipaggio spagnolo.

### 1988: Sulawesi
Nell'isola di Sulawesi, in Indonesia, si sfidarono 12 equipaggi su Land Rover 110. Il percorso era di 2092 km. La partenza era a Manado, con arrivo a Makassar. Vinse l'equipaggio turco.
Il "Team Spirit Award" fu vinto dall'equipaggio della Gran Bretagna.

### 1989: Amazzonia
Nel 1989 si tornò per la terza volta in Amazzonia. Il percorso di 1700 km partiva da Alta Floresta fino a Manaus. Presero parte 14 equipaggi su Land Rover 110 e la vittoria finale andò alla Gran Bretagna.
Il "Team Spirit Award" fu vinto dall'equipaggio belga.

### 1990: Siberia
Nel 1990 si cambiò totalmente ambientazione: i concorrenti si sfidarono in Siberia da Bratsk a Irkutsk, la città dista 70 km circa dal Lago Bajkal, con le nuove Land Rover Discovery. Vinse l'equipaggio olandese.
Il "Team Spirit Award" fu vinto dall'equipaggio delle Isole Canarie.

### 1991: Tanzania e Burundi
Nel 1991 si sfidarono 17 equipaggi in Tanzania e Burundi, seguendo le orme di David Livingstone alla ricerca delle sorgenti del Nilo. Si partiva con le Land Rover Discovery da Dar es Salaam per giungere, dopo oltre 1600 km, a Bujumbura. L'edizione venne vinta dall'equipaggio turco, che si aggiudicò anche il "Team Spirit Award".
Per la prima volta venne istituito lo "Special Tasks Award", vinto dall'equipaggio austriaco.

### 1992: Brasile e Guyana
L'edizione del 1992 vede ancora una volta il ritorno in Amazzonia. Gli equipaggi, sempre su Land Rover Discovery, partirono da Manaus, in Brasile, per arrivare a Georgetown, attraversando anche la savana. Vinse l'equipaggio della Svizzera.
Il "Team Spirit Award" fu vinto dall'equipaggio USA, mentre lo "Special Tasks Award", andò all'equipaggio francese. L'equipaggio Italiano venne composto da due piloti e due giornalisti: alla guida il medico Luciano Nava e l'istruttore ISEF Uberto Liuzzo, mentre i due giornalisti furono il pilota veterano Beppe Gualini e il fotoreporter di Max Filippo Leonardi.

### 1993: Sabah/Malesia
Il Camel Trophy 1993 si svolse a Sabah, la parte malese del Borneo. I 16 equipaggi partirono e arrivarono a Kota Kinabalu dopo un lungo giro di 1500 km a bordo delle Land Rover Discovery. Vinse l'equipaggio USA.
Il "Team Spirit Award" fu vinto dall'equipaggio delle Isole Canarie, mentre lo "Special Tasks Award", andò agli equipaggi della Francia e dell'Austria.

### 1994: Sud America
I 18 equipaggi sulle Land Rover Discovery coprirono i 2590 km dalle Cascate di Iguazu in Argentina, attraversando il Paraguay fino a Hornitos in Cile. 
Vinsero gli spagnoli, che si aggiudicarono anche lo "Special Tasks Award".
Il "Team Spirit Award" fu vinto dall'equipaggio sud-africano.

### 1995: Mundo Maya
L'edizione del 1995 prevedeva l'attraversamento di Belize, Messico, Guatemala, El Salvador e Honduras. I 20 equipaggi, sempre su Land Rover Discovery, partirono da Lamanai, in Belize, per arrivare dopo 1.700 km a Xunantunich, sempre in Belize. 	
Vinse l'equipaggio della Repubblica Ceca, che si aggiudicò anche lo "Special Task Award".
Il "Team Spirit Award" fu vinto dall'equipaggio russo.

### 1996: Kalimantan
Il Camel Trophy 1996 tornò nel Borneo, nella parte indonesiana. I 20 equipaggi si sfidarono per 1850 km sulle Land Rover Discovery da Balikpapan a Pontianak. Quell'anno il team italiano era rappresentato dall'emiliano Cristian Bertolani e dal romano Giampaolo Giusti.
Vinse l'equipaggio greco, che si aggiudicò anche il nuovo premio "Land Rover Award".
Il "Team Spirit Award" fu vinto dall'equipaggio del Sudafrica, mentre l'ultimo "Special Task Award" andò all'equipaggio russo.

### 1997: Mongolia
Il 1997 è l'anno dell'ultimo Camel Trophy "duro". I 20 equipaggi partirono e arrivarono a Ulan Bator, attraversando il deserto di Gobi, per l'ultima volta con le Land Rover Discovery.
Il team austriaco si aggiudicò la vittoria finale, il "Team Spirit Award" fu vinto dall'equipaggio svedese e il "Land Rover Award" andò all'equipaggio della Romania.

### 1998: Tierra del Fuego
Il Camel Trophy Tierra del Fuego vide 19 equipaggi dal Cile all'Argentina sulla piccola Freelander. La gara iniziò a Santiago del Cile e finì a Ushuaia, la città più a sud dell'Argentina. Vinse il team della Francia.
Il "Team Spirit Award" fu vinto invece dall'equipaggio del Sudafrica, mentre il "Land Rover Award" andò all'equipaggio spagnolo.

### 2000: Tonga - Samoa
Nel Camel Trophy Tonga - Samoa i 16 equipaggi si sono affrontati soprattutto in mare, da Nukuʻalofa ad Apia. I team hanno avuto a disposizione dei gommoni per le prove e le piccole Honda CR-V, con i Defender 110 come supporto. Vinse il team del Sudafrica.